# Göran Lundin (nöjesarrangör)
Leif Göran Lundin, född 18 september 1939 i Växjö församling i Kronobergs län, död 2 februari 2018 i Växjö, var en svensk musiker och nöjesarrangör.

## Biografi
Göran Lundin blev kapellmästare vid 18 års ålder i det egna bandet Lundins kvintett som uppträdde 1957–1963. Han spelade sedan i Garvis orkester som han så småningom övertog och var därefter trummis i elvamannabandet Thubanon.
Han började ordna nöjesarrangemang och drev festplatsen Gubbakulan i Vrigstad 1965–1985, till vilken landets mest populära artister engagerades som Ted Gärdestad, Lill-Babs, Björn Skifs och Carola Häggkvist.
Från början av 1970-talet samarbetade han med Torbjörn Håkansson från Vassmolösa och duon drev en rad olika dansställen runt om i Småland. Det var festplatserna Ugglan Masjöns Nöje 1975–1976, Björnholmens loge i Nässjö 1976–1994, Diskotek Louis i Oskarshamn 1980–1986, Dansrestaurang Sandra i Kalmar 1983–1998, Idhults loge i Älmhult 1985–1994 med Leif Andersson som delägare, Björka loge i Lund i Skåne 1988–1994, Restaurang Sandra i Vimmerby 1990–1998, Teatervallen i Kalmar 1993–1998 och Gamla Baldakinen Sandra i Jönköping 1993–1995.
År 1993 övertog han tillsammans med några kompanjoner Restaurang Oleó i Växjö med danser flera gånger i veckan som lockade omkring 900 besökare om fredagskvällarna. På Oléo arrangerades årligen också Mellandagsjazz under perioden 1994 till 2004. Denna verksamhet var han engagerad i till 2005.

### Familj
Göran Lundin var från 1966 till sin död gift med Ingegerd "Ninna" Karlsson (född 1944), med vilken han fick barnen Carin Lundin, jazzsångerska (född 1966) och Johan (född 1970).